# Беррингтон, Эмили
Эмили Беррингтон  (англ. Emily Berrington; род. 7 декабря 1986 года, Оксфорд) — британская актриса. Получила известность благодаря роли Ниски в телесериале «Люди» (2015—2018).

## Биография
Эмили Беррингтон родилась 7 декабря 1986 года в Оксфорде, Великобритания. Её родители были социальными работниками. У Эмили есть брат Том и две сестры — Кэти и Эми. Эмили училась в школе Чейни, а затем изучала географию развития в Королевском колледже Лондона.
Дебютировала в кино в 2013 году с эпизодической ролью в фильме «Властелин любви». Затем сыграла роль Джейн Шор в телесериале «Белая королева».
В дальнейшем появлялась во второстепенных ролях в сериалах «24 часа: Проживи ещё один день» и «Сыны свободы».
С 2015 по 2018 год играла одну из главных ролей в телесериале «Люди».

## Фильмография
| Год       |    | Русское название               | Оригинальное название   | Роль                       |
| --------- | -- | ------------------------------ | ----------------------- | -------------------------- |
| 2013      | ф  | Властелин любви                | The Look of Love        | Клэр (в титрах не указана) |
| 2013      | с  | Белая королева                 | The White Queen         | Джейн Шор                  |
| 2014      | с  | В меньшинстве                  | Outnumbered             | Стэйси                     |
| 2014      | с  | 24 часа: Проживи ещё один день | 24: Live Another Day    | Симона Аль-Харази          |
| 2014      | ф  | Переростки на краю света       | The Inbetweeners 2      | Кэти                       |
| 2014      | ф  | Роковой сеанс                  | The Last Showing        | Элли                       |
| 2015—2018 | с  | Люди                           | Humans                  | Ниска                      |
| 2015      | с  | Сыны свободы                   | Sons of Liberty         | Маргарет Кимбл Гейдж       |
| 2015      | ки | Guitar Hero Live               | Guitar Hero Live        | озвучивание                |
| 2017      | ф  | Гиппопотам                     | The Hippopotamus        | Джейн Суонн                |
| 2017      | с  | Миниатюрист                    | The Miniaturist         | миниатюрист                |
| 2018      | с  | Защита виновных                | Defending the Guilty    | Пиа                        |
| 2021      | ф  | Незнакомец в нашей постели     | The Stranger in Our Bed | Шарлотта                   |

## Награды и номинации
| Год  | Награда                      | Категория                             | Работа       | Результат |
| ---- | ---------------------------- | ------------------------------------- | ------------ | --------- |
| 2015 | Women’s Image Network Awards | Лучшая актриса драматического сериала | Сыны свободы | Номинация |
| 2016 | Women’s Image Network Awards | Лучшая актриса драматического сериала | Сыны свободы | Номинация |